# Együtt – a Korszakváltók Pártja
Az Együtt – a Korszakváltók Pártja (röviden Együtt 2014, Együtt vagy E14) egy magyarországi politikai párt volt 2013 és 2018 között.

## Története
A párt előzménye, az „Együtt 2014 mozgalom” 2012. október 26-án alakult. Vezetője Bajnai Gordon, Magyarország korábbi kormányfője lett. A választási összefogást három civilszervezet alkotta:
- Haza és Haladás Egyesület, melyet Bajnai Gordon vezetett. Az alapítvány évente átlagosan két átfogó szakpolitikai javaslatcsomagot készített. Ezekben a nemzetközi környezet és Magyarország tapasztalatait felhasználva részletesen megvizsgált egy-egy konkrét témakört, majd kormányzati gyakorlatba átültethető reformjavaslatokat tett a felmerülő problémák megoldására.[1] Saját megfogalmazásuk szerint az egyesület „munkája során közpolitikai alternatívákat kíván megfogalmazni, átfogó stratégiai javaslatokat, megvalósíthatósági tanulmányokat készít, melyeket konferenciák, tanulmányok és szakmai-közéleti vitafórumok segítségével mutat be.”[2]
- Egymillióan a Magyar Sajtószabadságért Egyesület (Milla). A Juhász Péter vezetésével létrejött szervezet eredetileg Facebook-csoportként indult, ami a médiatörvény ellen tiltakozott. 2010. december 20-án rendezte első tüntetését Budapesten,[3] majd később rendszeresen demonstrált a kormány ellen a magyar nemzeti ünnepeken. Ugyanakkor a párt alapításában nem vehetett részt, mivel az Egyesület 2013. március 6-ai közgyűlése – két nappal a pártalapítás előtt – joghatározatban határolódott el a párttól, és megtiltotta a Milla név használatát. Ezért az Együtt-Korszakváltók pártjának a platformelnevezése Együtt-Egymillióan Platform lett, amelynek semmi köze a Millához, amely egy civil szervezet volt 2014. április 6-ig.
- Magyar Szolidaritás Mozgalom. 2011. október 4-én indította 10 magánszemély, vezetőjük Árok Kornél, Székely Tamás, Székely Sándor és Kónya Péter honvéd alezredes, aki 2011-ig a Fegyveres és Rendvédelmi Dolgozók Érdekvédelmi Szövetsége (FRDÉSZ) szakszervezet elnöke volt.[4] Történelmi előzményüknek a lengyel Szolidaritás Független Szakszervezetet tekintették.

Az „Együtt 2014 mozgalom” 2012 novemberében politikai nyilatkozatot tett közzé, és aláírásgyűjtést indított.
A mozgalom eredetileg az olasz Olajfa koalíció mintájára balközép ellenzéki ernyőszervezet lett volna. Mivel a Lehet Más a Politika (LMP) mindkét kongresszusa 2012 novemberében és 2013 januárjában elzárkózott az együttműködéstől, így a Magyar Szocialista Párt (MSZP) vette át a baloldali ellenzéki összefogás irányítását. Erre válaszul az Együtt 2014 az MSZP-től függetlenül kezdte meg kiépíteni támogatói bázisát.
Mivel a magyar törvények szerint egyesület nem indulhat az országgyűlési választásokon, ezért 2013. március 8-án bejelentették, hogy a mozgalom „Együtt 2014 Választói Szövetség Párt” néven párttá alakul át, melyet három társelnök – Szigetvári Viktor, a Haza és Haladás Egyesület alelnöke, Kónya Péter, a Magyar Szolidaritás Mozgalom elnöke és Juhász Péter, a Milla Egyesület korábbi vezetője – irányít. Bajnai Gordon a párt választási felkészülését vezeti. Az új párt azonnal szövetséget kötött az LMP-ből január 26-án távozott politikusok által alapított Párbeszéd Magyarországért párttal (PM). Hiánypótlás után 2013. június 28-án az eredetileg szándékozott név helyett „Együtt – a Korszakváltók Pártja” néven vette nyilvántartásba a Fővárosi Törvényszék, mivel több más szervezet korábban nyújtotta be bejegyzési kérelmét „Együtt 2014” néven.
Alapítók:
| Haza és Haladás Egyesület: | Magyar Szolidaritás Mozgalom: | Milla Egyesület: |
| - Bajnai Gordon - Balázs Péter - Bod Tamás - Felcsuti Péter - Korányi Dávid - Simó György - Simon László - Szelényi Zsuzsa - Szigetvári Viktor - Walter Katalin | - Bódi Beáta - Dávid János - Huszti Andrea - Kiss Róbert - Kónya Péter - Mészáros Mary - Nagy Ágnes Dorka - Papp Attila András - Tukora Gábor - Székely Sándor | - Benedek Márton - Bogád Zoltán - Kólya Dániel - Gulyás József - Hajdu Nóra - Juhász Péter - Simándi Szelim - Siroki László - Spät Judit - Szeles András |

2014. január 14-én több más szervezettel együtt az Összefogás nevű pártszövetség tagja lett, melynek neve március 6-tól „Kormányváltásra” módosult a hasonló nevű Összefogás Párt miatt, a szövetség célja pedig a 2014-es magyarországi országgyűlési választáson – az új nevéből adódóan – a Fidesz kormány leváltása volt, amely azonban nem sikerült. A párt a választáson az Összefogás listájáról három képviselői mandátumot szerzett, plusz egy mandátumot Szabó Tímea a szövetséges PM színeiben.
A 2014-es európai parlamenti választáson május 25-én a párt, szövetségben a Párbeszéd Magyarországért párttal 7,22%-os támogatottságot kapott, ami egy képviselői helyre lett elegendő az Európai Parlamentbe, ezt a listavezető Bajnai Gordon nyerte el, aki viszont már korábban közölte, hogy (Gyurcsány Ferenchez hasonlóan) elnyert mandátum esetén sem megy Brüsszelbe, ezért a mandátumát a lista második helyezettjének, Jávor Benedeknek adta át.
Annak ellenére, hogy a párt mögött álló, Bajnai Gordon által alapított Haza és Haladás Alapítvány más támogatók mellett 2011-ben 209 ezer EUR, 2012-ben 119 ezer USD, 2013-ban 454 ezer USD (kb. 200 millió forint) támogatást kapott a Soros Györgyhöz köthető Center for American Progress szervezettől, az önkormányzati választásra a párt hitelt vett fel.
2014. október 21-én az Együtt–PM és a Szolidaritás aktivistái „Elég volt a NER-rupcióból” feliratú transzparensekkel rövid időre lezárták a Lánchidat, ezzel óriási dugót okozva, melyben egy szülészetre igyekvő kismamát is feltartottak. Rendőrségi intézkedésről egyelőre nincs hír. Szabó Rebeka, a PM elnökségi tagja pártja nevében elhatárolódott az eseménytől. Szabó Szabolcs, az Együtt választókerületi elnöke, országgyűlési képviselő a helyszínen nyilatkozott, hogy szeretnék felhívni az emberek figyelmét a korrupcióra.
2017. február 4-én Juhász Pétert választották elnöknek az Együtt pártban. Ugyanezen a napon Berkecz Balázst és Hajdú Nórát alelnökökké, Szigetvári Viktor pedig a párt Országos Politikai Tanácsának elnökévé választották.
2018 januárjában az Együtt politikusai bejelentették, hogy önállóan indulnak a 2018-as Magyarországi országgyűlési választáson, és a miniszterelnök jelöltnek Szigetvári Viktort választották. A párt azonban a bejutási küszöböt sem érte el a 0,66%-os választási eredménnyel, ezért a választás után nem sokkal gyűjtést indítottak a 150 millió forintos állami kampánytámogatás visszafizetésére. Juhász azt is mondta, az Együttet így nem sok értelme van fenntartani, aminek ezek után a léte is kérdésessé vált. Ugyanakkor Szabó Szabolcs egyéniben mandátumot szerzett az országgyűlésben.
Az Együtt – a Korszakváltók Pártja elnöksége 2018. június 2-án döntött a párt feloszlatásáról, ezzel a párt megszűnt.

## Az Együtt elnökei
- Háromtagú vezetés: Szigetvári Viktor, Kónya Péter és Juhász Péter (2013–15)
- Szigetvári Viktor (2015–17)
- Juhász Péter (2017–18)

## Választási eredmények
Országgyűlési választások
| Választások | Szavazatok száma | Szavazatok aránya | Mandátumok száma | Mandátumok aránya | Parlamenti szerepe |
| ----------- | ---------------- | ----------------- | ---------------- | ----------------- | ------------------ |
| 2014*       | 1 273 275*       | 26,85%*           | 3 / 199          | 1,5%              | ellenzék           |
| 2018        | 37 562           | 0,66%             | 1 / 199          | 0,5%              | ellenzék           |

*: Az Összefogás tagjaként.
A 2018-as országgyűlési választásokon 0,64% százalékot szereztek. Egy egyéni képviselőjük, Dr. Szabó Szabolcs Budapest, 17. egyéni választói körzetből bejutott a Parlamentbe, ahol az LMP frakciójába ült be.
Európai választások
A pártszövetség európai parlamenti képviselője: Jávor Benedek, a Párbeszéd Magyarországért tagja.
| Választások | Szavazatok száma | Szavazatok aránya | Mandátumok száma | Európai parlamenti csoport                   | Európai parlamenti alcsoport |
| ----------- | ---------------- | ----------------- | ---------------- | -------------------------------------------- | ---------------------------- |
| 2014**      | 167,012          | 7,22%             | 1                | Zöldek/Európai Szabad Szövetség (Greens/EFA) | –                            |

**Választási szövetségben a Párbeszéd Magyarországért párttal.

## Politikai irányultsága
A párt célja „Orbán Viktor rendszerének” legyőzése, egyes állami intézmények függetlenségének visszaállítása. A párt elnöke nyilatkozataiban az Együttet a szabadság és a szolidaritás eszméjét valló, a korrupciót üldöző, piacpárti és antipopulista pártként jellemezte.
A párt célját a párt alapszabályzata így fogalmazza meg: „ A párt célja, hogy az alkotmányos demokrácia helyreállítása, a gazdasági és társadalmi gyarapodás, a szolidaritás, a nemzeti öntudat erősítése és az európai integráció támogatása érdekében a közhatalmi döntéseket jogszerű politikai eszközökkel befolyásolja.”